# Superliga Brasileira de Voleibol Masculino de 2016 - Série B
A Superliga Brasileira de Voleibol Masculino de 2016 - Série B será a quinta edição desta competição organizada pela Confederação Brasileira de Voleibol através da Unidade de Competições Nacionais. Trata-se da segunda divisão do Campeonato Brasileiro de Voleibol Masculino, a principal competição entre clubes de voleibol masculino do Brasil. Participarão do torneio treze equipes provenientes de seis estados brasileiros e do Distrito Federal.

## Equipes participantes
Alfa/Monte Cristo (GO)
O Monte Cristo, campeão da edição 2013, voltou a Goiânia e à série B após mudança para Montes Claros para disputa da divisão principal em 2015. Após um 6º lugar na Liga Nacional 2015, chegou à Superliga B com o objetivo de chegar às quartas-de-final.
O clube treina e joga na Arena Monte Cristo, no bairro de Cidade Jardim, que tem capacidade para mil pessoas.
APAN/Barão/Cremer (SC)
Time de maior tradição do estado de Santa Catarina, com sete participações na Superliga, chegou à Superliga B após vencer os Jogos Abertos de Santa Catarina e o Campeonato Catarinense de Voleibol.
ASPMA/Berneck (PR)
O clube de Araucária (PR) disputou a Superliga B pela primeira vez em 2016. Chegou à competição após vencer o campeonato paranaense e tinha o objetivo de passar da primeira fase.
Botafogo (RJ)
Campeão estadual do Rio de Janeiro, o Botafogo disputou pela primeira vez a Superliga B com o objetivo de voltar à elite, depois de ter formado bons times nas décadas de 1960, 1970 e 1980, tendo sido inclusive campeão nacional em 1976.
Flamengo (RJ)
O Flamengo retornou a uma competição adulta de alto rendimento na modalidade após 19 anos de ausência, tendo disputado por três vezes a Superliga nos anos 1990. Depois de longo tempo sem ter uma equipe de voleibol adulto, o clube carioca tentou uma parceria com o time de Juiz de Fora para voltar a jogar a Superliga A. Porém, com a dificuldade em encontrar patrocinadores, decidiu montar um time com os jogadores da base do clube e alguns reforços, e disputar a divisão de acesso pela primeira vez, após ser vice-campeão estadual.
Itajaí Pró Vôlei/FMEL (SC)
Destaque nas categorias de base, o clube de Itajaí, no litoral catarinense, montou um time adulto para disputar a Superliga B pela primeira vez.
M.V. Selmer/Caramuru (PR)
Estreante na Superliga B, a Associação Caramuru de Esportes, quer colocar o município de Castro/PR no mapa do voleibol nacional. Para viabilizar sua participação na Superliga B a equipe buscou o apoio do Poder Público Municipal e algumas empresas da região.
Sada/Cruzeiro/Unifemm (MG)
Um dos principais clubes de vôlei do Brasil, o Sada Cruzeiro Vôlei participou da Superliga B 2016 com um time formado por atletas sub-19 e sub-21. Foi campeão em 2015, mas por já ter um time na elite, não tem direito à vaga.
São Bernardo Vôlei (SP)
O tradicional clubes de São Bernardo participou pela primeira vez da Superliga B, com o objetivo de retornar à elite.
SESI (SP)
O SESI participa da divisão de acesso com uma equipe sub-19 e sub-21 para dar oportunidade aos jovens de competirem em alto nível. Por já ter um time na elite, não disputa a vaga de acesso.
Super Vôlei Santo André (SP)
Após o 6º lugar no campeonato paulista, a equipe chegou à Superliga B com o objetivo de chegar às semifinais, com a experiência de ter participado de três das últimas quatro edições. Em 2011, chegou a disputar a divisão principal.
Uberlândia/Gabarito (MG)
O Uberlândia foi convidado por ser campeão da Liga Nacional sub-23 em 2015. Apesar de estreantes, chegam à Superliga B com a expectativa de disputar o título da competição.
UPIS/Brasília (DF)
A UPIS, de Brasília, será a única representante do Distrito Federal na edição 2016 da Superliga B. A equipe que estreou na competição nacional na temporada 2015, quer melhorar a péssima impressão que deixou na temporada passada, quando somou apenas dois pontos, terminando o campeonato na última posição, sem nenhuma vitória.
| Equipe                  | Cidade                | Última participação | Temporada 2015 |
| ----------------------- | --------------------- | ------------------- | -------------- |
| APAN/Barão/Cremer       | Blumenau              | 2015                | 6º             |
| ASPMA/Berneck           | Araucária             | estreante           | -              |
| Botafogo                | Rio de Janeiro        | estreante           | -              |
| Flamengo                | Rio de Janeiro        | estreante           | -              |
| Alfa/Monte Cristo       | Goiânia               | 2013                | -              |
| Itajaí Pro Vôlei/FMEL   | Itajaí                | estreante           | -              |
| M.V. Selmer/Caramuru    | Castro                | estreante           | -              |
| Sada/Cruzeiro/Unifemm   | Sete Lagoas           | 2015                | 1º             |
| São Bernardo Vôlei      | São Bernardo do Campo | estreante           | 12º (Série A)  |
| Sesi-SP B               | São Paulo             | 2015                | 3º             |
| Super Vôlei Santo André | Santo André           | 2015                | 5º             |
| Uberlândia/Gabarito     | Uberlândia            | estreante           | -              |
| UPIS/Brasília           | Brasília              | 2015                | 8º             |

## Fase classificatória
As treze equipes participantes foram divididas em dois grupos. As equipes jogam em turno único contra as demais equipes de seu grupo e os quatro primeiros colocados em cada grupo se classificam para a segunda fase.

### Classificação
- Vitória por 3 sets a 0 ou 3 a 1: 3 pontos para o vencedor;
- Vitória por 3 sets a 2: 2 pontos para o vencedor e 1 ponto para o perdedor.
- Não comparecimento, a equipe perde 2 pontos.
- Em caso de igualdade por pontos, os seguintes critérios servem como desempate: número de vitórias, razão de sets e razão de ralis.

Os quatro primeiros de cada grupo se classificam para a segunda fase

#### Grupo A
|     |                         |     | Jogos | Jogos | Jogos | Resultados | Resultados | Resultados | Resultados | Resultados | Resultados | Sets | Sets | Sets  | Pontos | Pontos | Pontos |
| Pos | Equipe                  | Pts | T     | V     | D     | 3–0        | 3–1        | 3–2        | 2–3        | 1–3        | 0–3        | V    | P    | R     | V      | P      | R      |
| --- | ----------------------- | --- | ----- | ----- | ----- | ---------- | ---------- | ---------- | ---------- | ---------- | ---------- | ---- | ---- | ----- | ------ | ------ | ------ |
| 1   | M.V. Selmer/Caramuru    | 14  | 6     | 5     | 1     | 0          | 4          | 1          | 0          | 0          | 1          | 15   | 9    | 1.667 | 545    | 515    | 1.058  |
| 2   | São Bernardo Vôlei      | 12  | 6     | 4     | 2     | 3          | 1          | 0          | 0          | 2          | 0          | 14   | 7    | 2,000 | 495    | 431    | 1.148  |
| 3   | APAN/Barão/Cremer       | 10  | 6     | 3     | 3     | 1          | 2          | 0          | 1          | 1          | 1          | 12   | 11   | 1.091 | 518    | 520    | 0.996  |
| 4   | SESI-SP B               | 9   | 6     | 3     | 3     | 1          | 2          | 0          | 0          | 2          | 1          | 11   | 11   | 1,000 | 518    | 500    | 1.036  |
| 5   | ASPMA/Berneck           | 9   | 6     | 3     | 3     | 0          | 2          | 1          | 1          | 1          | 1          | 12   | 13   | 0.923 | 560    | 560    | 1,000  |
| 6   | Itajaí Pró-Vôlei/FMEL   | 5   | 6     | 2     | 4     | 1          | 0          | 1          | 0          | 2          | 2          | 8    | 14   | 0.571 | 458    | 519    | 0.882  |
| 7   | Super Vôlei Santo André | 4   | 6     | 1     | 5     | 0          | 0          | 1          | 2          | 3          | 0          | 10   | 17   | 0.588 | 572    | 621    | 0.921  |

#### Grupo B
|     |                       |     | Jogos | Jogos | Jogos | Resultados | Resultados | Resultados | Resultados | Resultados | Resultados | Sets | Sets | Sets  | Pontos | Pontos | Pontos |
| Pos | Equipe                | Pts | T     | V     | D     | 3–0        | 3–1        | 3–2        | 2–3        | 1–3        | 0–3        | V    | P    | R     | V      | P      | R      |
| --- | --------------------- | --- | ----- | ----- | ----- | ---------- | ---------- | ---------- | ---------- | ---------- | ---------- | ---- | ---- | ----- | ------ | ------ | ------ |
| 1   | UPIS/Brasília         | 10  | 5     | 3     | 2     | 2          | 1          | 0          | 1          | 1          | 0          | 12   | 7    | 1.714 | 427    | 406    | 1.052  |
| 2   | Botafogo              | 9   | 5     | 3     | 2     | 1          | 1          | 1          | 1          | 1          | 0          | 12   | 9    | 1.333 | 482    | 461    | 1.046  |
| 3   | Sada/Cruzeiro/Unifemm | 8   | 5     | 3     | 2     | 0          | 1          | 2          | 1          | 0          | 1          | 11   | 11   | 1,000 | 501    | 467    | 1.073  |
| 4   | Uberlândia/Gabarito   | 8   | 5     | 2     | 3     | 0          | 2          | 0          | 2          | 1          | 0          | 11   | 11   | 1,000 | 494    | 505    | 0.978  |
| 5   | Flamengo              | 6   | 5     | 2     | 3     | 1          | 1          | 0          | 0          | 2          | 1          | 8    | 10   | 0.800 | 395    | 427    | 0.925  |
| 6   | Alfa/Monte Cristo     | 4   | 5     | 2     | 3     | 0          | 0          | 2          | 0          | 1          | 2          | 7    | 13   | 0.538 | 446    | 479    | 0.931  |

### Resultados
Para um dado resultado encontrado nesta tabela, a linha se refere ao mandante e a coluna, ao visitante. A inicial F representa que a partida contra este time foi realizada fora de casa.
Grupo A
|                             | ASP | BLU | CAR | ITJ | SBV | SES | STA | Pos |
| ASP ASPMA/Berneck           |     | F   | 2-3 | 3-1 | F   | F   | 3-2 | 5º  |
| BLU APAN/Barão/Cremer       | 3-1 |     | 1-3 | 3-0 | F   | F   | F   | 3º  |
| CAR M.V. Selmer/Caramuru    | F   | F   |     | F   | 3-1 | 0-3 | 3-1 | 1º  |
| ITJ Itajaí Pró-Vôlei/FMEL   | F   | F   | 1-3 |     | F   | 3-0 | 3-2 | 6º  |
| SBV São Bernardo Vôlei      | 3-0 | 3-0 | F   | 3-0 |     | F   | F   | 2º  |
| SES SESI-SP B               | 1-3 | 1-3 | F   | F   | 3-1 |     | F   | 4º  |
| STA Super Vôlei Santo André | F   | 3-2 | F   | F   | 1-3 | 1-3 |     | 7º  |

Grupo B
|                           | BFR | CRF | MON | SDC | UGA | UPS | Pos |
| BFR Botafogo              |     | F   | F   | F   | 3-2 | 3-1 | 2º  |
| CRF Flamengo              | 3-1 |     | 3-0 | 1-3 | F   | F   | 5º  |
| MON Monte Cristo Voleibol | 0-3 | F   |     | F   | F   | 3-2 | 6º  |
| SDC Sada Cruzeiro/Unifemm | 3-2 | F   | 2-3 |     | F   | F   | 3º  |
| UGA Uberlândia/Gabarito   | F   | 3-1 | 3-1 | 2-3 |     | F   | 4º  |
| UPS UPIS Brasília         | F   | 3-0 | F   | 3-0 | 3-1 |     | 1º  |

### Jogos

#### Primeira rodada
| 16 de janeiro de 2016 16:00 Relatório | Super Vôlei Santo André | 3 — 2                         | APAN/Barão/Cremer | Complexo Esportivo Pedro Dell Antonia, Santo André |
| 16 de janeiro de 2016 16:00 Relatório | 25 14 23 25 15          | Set 1 Set 2 Set 3 Set 4 Set 5 | 16 25 23 11       | Complexo Esportivo Pedro Dell Antonia, Santo André |

| 16 de janeiro de 2016 20:00 Relatório | Itajaí Pró Vôlei/FMEL | 1 — 3                   | M.V. Selmer/Caramuru | Ginásio Ivo Silveira, Itajaí |
| 16 de janeiro de 2016 20:00 Relatório | 25 20 22 20           | Set 1 Set 2 Set 3 Set 4 | 20 25                | Ginásio Ivo Silveira, Itajaí |

| 17 de janeiro de 2016 17:00 Relatório | SESI-SP B | 3 — 1                   | São Bernardo Vôlei | Vila Leopoldina, São Paulo |
| 17 de janeiro de 2016 17:00 Relatório | 25 19 25  | Set 1 Set 2 Set 3 Set 4 | 23 25 15 17        | Vila Leopoldina, São Paulo |

#### Segunda Rodada
| 19 de janeiro de 2016 20:00 Relatório | UPIS/Brasília | 3 — 1                   | Uberlândia/Gabarito | Ginásio da AABB, Brasília |
| 19 de janeiro de 2016 20:00 Relatório | 25 20 22 20   | Set 1 Set 2 Set 3 Set 4 | 20 25               | Ginásio da AABB, Brasília |

| 19 de janeiro de 2016 20:00 Relatório | São Bernardo Vôlei | 3 — 0             | ASPMA/Berneck | Ginásio Adib Moyses Dib, São Bernardo do Campo |
| 19 de janeiro de 2016 20:00 Relatório | 25                 | Set 1 Set 2 Set 3 | 16 17 19      | Ginásio Adib Moyses Dib, São Bernardo do Campo |

| 20 de janeiro de 2016 16:00 Relatório | Flamengo    | 3 — 1                   | Botafogo    | Ginásio Togo Renan Soares, Rio de Janeiro |
| 20 de janeiro de 2016 16:00 Relatório | 27 29 19 25 | Set 1 Set 2 Set 3 Set 4 | 25 27 25 21 | Ginásio Togo Renan Soares, Rio de Janeiro |

| 20 de janeiro de 2016 19:00 Relatório | Sada/Cruzeiro/Unifemm | 2 — 3                         | Alfa/Monte Cristo | Ginásio do Unifemm, Sete Lagoas |
| 20 de janeiro de 2016 19:00 Relatório | 28 27 23 25 12        | Set 1 Set 2 Set 3 Set 4 Set 5 | 26 29 25 13 15    | Ginásio do Unifemm, Sete Lagoas |

| 20 de janeiro de 2016 20:00 Relatório | APAN/Barão/Cremer | 1 — 3                   | M.V. Selmer/Caramuru | Ginásio Barão do Rio Branco, Blumenau |
| 20 de janeiro de 2016 20:00 Relatório | 25 22 21 8        | Set 1 Set 2 Set 3 Set 4 | 18 25                | Ginásio Barão do Rio Branco, Blumenau |

| 20 de janeiro de 2016 20:00 Relatório | Itajaí Pró-Vôlei/FMEL | 3 — 2                         | Super Vôlei Santo André | Ginásio Ivo Silveira, Itajaí |
| 20 de janeiro de 2016 20:00 Relatório | 32 25 19 25 15        | Set 1 Set 2 Set 3 Set 4 Set 5 | 34 20 25 22 13          | Ginásio Ivo Silveira, Itajaí |

#### Terceira Rodada
| 23 de janeiro de 2016 16:00 Relatório | Super Vôlei Santo André | 1 — 3                   | São Bernardo Vôlei | Complexo Esportivo Pedro Dell Antonia, Santo André |
| 23 de janeiro de 2016 16:00 Relatório | 20 25 16 23             | Set 1 Set 2 Set 3 Set 4 | 25 22 25           | Complexo Esportivo Pedro Dell Antonia, Santo André |

| 23 de janeiro de 2016 16:00 [Relatório] | UPIS/Brasília | 3 — 0             | Flamengo | Ginásio da AABB, Brasília |
| 23 de janeiro de 2016 16:00 [Relatório] | 26 25         | Set 1 Set 2 Set 3 | 24 22 17 | Ginásio da AABB, Brasília |

| 23 de janeiro de 2016 17:00 Relatório | Sada/Cruzeiro/Unifemm | 3 — 2                         | Botafogo       | Ginásio do Unifemm, Sete Lagoas |
| 23 de janeiro de 2016 17:00 Relatório | 23 30 19 25 16        | Set 1 Set 2 Set 3 Set 4 Set 5 | 25 28 25 18 14 | Ginásio do Unifemm, Sete Lagoas |

| 23 de janeiro de 2016 18:00 Relatório | ASPMA/Berneck | 3 — 1                   | Itajaí Pró-Vôlei/FMEL | Ginásio Joval Paula de Souza (Parque Cachoeira), Araucária |
| 23 de janeiro de 2016 18:00 Relatório | 23 25         | Set 1 Set 2 Set 3 Set 4 | 25 22 15 20           | Ginásio Joval Paula de Souza (Parque Cachoeira), Araucária |

| 23 de janeiro de 2016 19:00 Relatório | Uberlândia/Gabarito | 3 — 1                   | Alfa/Monte Cristo | Ginásio Municipal Tancredo Neves, Uberlândia |
| 23 de janeiro de 2016 19:00 Relatório | 31 25 30 25         | Set 1 Set 2 Set 3 Set 4 | 29 21 32 22       | Ginásio Municipal Tancredo Neves, Uberlândia |

| 24 de janeiro de 2016 17:00 Relatório | SESI-SP B | 1 — 3                   | APAN/Barão/Cremer | Vila Leopoldina, São Paulo |
| 24 de janeiro de 2016 17:00 Relatório | 25 31 23  | Set 1 Set 2 Set 3 Set 4 | 27 22 33 25       | Vila Leopoldina, São Paulo |

#### Quarta Rodada
| 27 de janeiro de 2016 17:00 | Flamengo   | 1 — 3                   | Sada/Cruzeiro/Unifemm | Ginásio Togo Renan Soares, Rio de Janeiro |
| 27 de janeiro de 2016 17:00 | 14 25 9 24 | Set 1 Set 2 Set 3 Set 4 | 25 21 25 26           | Ginásio Togo Renan Soares, Rio de Janeiro |

| 27 de janeiro de 2016 19:00 | APAN/Barão/Cremer | 3 — 1                   | ASPMA/Berneck | Ginásio Barão do Rio Branco, Blumenau |
| 27 de janeiro de 2016 19:00 | 21 25             | Set 1 Set 2 Set 3 Set 4 | 25 22 20      | Ginásio Barão do Rio Branco, Blumenau |

| 27 de janeiro de 2016 20:00 | M.V. Selmer/Caramuru | 3 — 1                   | São Bernardo Vôlei | Ginásio Douglas Pereira, Castro |
| 27 de janeiro de 2016 20:00 | 19 25 27 25          | Set 1 Set 2 Set 3 Set 4 | 25 22 25 21        | Ginásio Douglas Pereira, Castro |

| 27 de janeiro de 2016 20:00 | Itajaí Pro Vôlei/FMEL | 3 — 0             | Sesi-SP B | Ginásio Ivo Silveira, Itajaí |
| 27 de janeiro de 2016 20:00 | 25                    | Set 1 Set 2 Set 3 | 19 21 22  | Ginásio Ivo Silveira, Itajaí |

| 27 de janeiro de 2016 20:30 | Botafogo       | 3 — 2                         | Uberlândia/Gabarito | Ginásio Oscar Zelaya, Rio de Janeiro |
| 27 de janeiro de 2016 20:30 | 25 20 19 25 16 | Set 1 Set 2 Set 3 Set 4 Set 5 | 19 25 23 14         | Ginásio Oscar Zelaya, Rio de Janeiro |

| 30 de janeiro de 2016 17:00 | Alfa/Monte Cristo | 3 — 2                         | UPIS/Brasília | Arena Monte Cristo, Goiânia |
| 30 de janeiro de 2016 17:00 | 25 19 25 23 15    | Set 1 Set 2 Set 3 Set 4 Set 5 | 23 25 22 25 7 | Arena Monte Cristo, Goiânia |

#### Quinta Rodada
| 30 de janeiro de 2016 16:00 | Super Vôlei Santo André | 1 — 3                   | Sesi-SP B | Complexo Esportivo Pedro Dell Antonia, Santo André |
| 30 de janeiro de 2016 16:00 | 25 20 15                | Set 1 Set 2 Set 3 Set 4 | 22 25     | Complexo Esportivo Pedro Dell Antonia, Santo André |

| 30 de janeiro de 2016 16:00 | São Bernardo Vôlei | 3 — 0             | APAN/Barão/Cremer | Ginásio Adib Moyses Dib, São Bernardo do Campo |
| 30 de janeiro de 2016 16:00 | 25                 | Set 1 Set 2 Set 3 | 21 22             | Ginásio Adib Moyses Dib, São Bernardo do Campo |

| 30 de janeiro de 2016 18:00 | ASPMA/Berneck  | 2 — 3                         | M.V. Selmer/Caramuru | Ginásio Joval Paula de Souza (Parque Cachoeira), Araucária |
| 30 de janeiro de 2016 18:00 | 22 25 26 22 12 | Set 1 Set 2 Set 3 Set 4 Set 5 | 25 17 24 25 15       | Ginásio Joval Paula de Souza (Parque Cachoeira), Araucária |

#### Sexta Rodada
| 3 de fevereiro de 2016 20:30 | SESI-SP B   | 1 — 3                   | ASPMA/Berneck | Vila Leopoldina, São Paulo |
| 3 de fevereiro de 2016 20:30 | 17 25 20 24 | Set 1 Set 2 Set 3 Set 4 | 25 20 25 26   | Vila Leopoldina, São Paulo |

| 5 de fevereiro de 2016 19:00 | APAN/Barão/Cremer | 3 — 0             | Itajaí Pró-Vôlei/FMEL | Ginásio Barão do Rio Branco, Blumenau |
| 5 de fevereiro de 2016 19:00 | 25                | Set 1 Set 2 Set 3 | 17 18 22              | Ginásio Barão do Rio Branco, Blumenau |

| 5 de fevereiro de 2016 20:00 | UPIS/Brasília | 3 — 0             | Sada/Cruzeiro/Unifemm | Ginásio da AABB, Brasília |
| 5 de fevereiro de 2016 20:00 | 25            | Set 1 Set 2 Set 3 | 22 20 21              | Ginásio da AABB, Brasília |

| 13 de fevereiro de 2016 18:00 | Alfa/Monte Cristo | 0 — 3             | Botafogo | Arena Monte Cristo, Goiânia |
| 13 de fevereiro de 2016 18:00 | 20 22 24          | Set 1 Set 2 Set 3 | 25 26    | Arena Monte Cristo, Goiânia |

| 13 de fevereiro de 2016 19:00 | Uberlândia/Gabarito | 3 — 1                   | Flamengo    | Ginásio Municipal Tancredo Neves, Uberlândia |
| 13 de fevereiro de 2016 19:00 | 20 25               | Set 1 Set 2 Set 3 Set 4 | 25 23 21 16 | Ginásio Municipal Tancredo Neves, Uberlândia |

| 13 de fevereiro de 2016 20:00 | M.V. Selmer/Caramuru | 3 — 1                   | Super Vôlei Santo André | Ginásio Douglas Pereira, Castro |
| 13 de fevereiro de 2016 20:00 | 18 25                | Set 1 Set 2 Set 3 Set 4 | 25 19 18 15             | Ginásio Douglas Pereira, Castro |

#### Sétima Rodada
| 13 de fevereiro de 2016 16:00 | São Bernardo Vôlei | 3 — 0             | Itajaí Pro Vôlei/FMEL | Ginásio Adib Moyses Dib, São Bernardo do Campo |
| 13 de fevereiro de 2016 16:00 | 25                 | Set 1 Set 2 Set 3 | 17 11 13              | Ginásio Adib Moyses Dib, São Bernardo do Campo |

| 15 de fevereiro de 2016 20:00 | ASPMA/Berneck | 3 — 2                         | Super Volei Santo André | Complexo Esportivo Pedro Dell Antonia, Santo André |
| 15 de fevereiro de 2016 20:00 | 25 23 25 20   | Set 1 Set 2 Set 3 Set 4 Set 5 | 22 25 23 27 18          | Complexo Esportivo Pedro Dell Antonia, Santo André |

| 16 de fevereiro de 2016 17:00 | Flamengo | 3 — 0             | Alfa/Monte Cristo | Ginásio Togo Renan Soares, Rio de Janeiro |
| 16 de fevereiro de 2016 17:00 | 25       | Set 1 Set 2 Set 3 | 23 17 21          | Ginásio Togo Renan Soares, Rio de Janeiro |

| 16 de fevereiro de 2016 19:00 | Uberlândia/Gabarito | 2 — 3                         | Sada/Cruzeiro/Unifemm | Ginásio Municipal Tancredo Neves, Uberlândia |
| 16 de fevereiro de 2016 19:00 | 25 24 28 17 8       | Set 1 Set 2 Set 3 Set 4 Set 5 | 21 26 25 15           | Ginásio Municipal Tancredo Neves, Uberlândia |

| 16 de fevereiro de 2016 20:00 | M.V. Selmer/Caramuru | 0 — 3             | Sesi-SP B | Ginásio Douglas Pereira, Castro |
| 16 de fevereiro de 2016 20:00 | 23 18 21             | Set 1 Set 2 Set 3 | 25        | Ginásio Douglas Pereira, Castro |

| 16 de fevereiro de 2016 20:30 | Botafogo | 3 — 1                   | UPIS/Brasília | Ginásio Oscar Zelaya, Rio de Janeiro |
| 16 de fevereiro de 2016 20:30 | 18 25    | Set 1 Set 2 Set 3 Set 4 | 25 18 15      | Ginásio Oscar Zelaya, Rio de Janeiro |

## Playoffs
As quatro melhores equipes de cada grupo avançam para os Playoffs. O sistema é uma disputa em melhor de três jogos, sendo o  primeiro jogo na casa do pior colocado e o segundo e terceiro jogo (se necessário) na casa do melhor colocado da Fase Classificatória.

A fase de quartas de final obedece o ordenamento abaixo:
Jogo 1 (1º colocado do Grupo A x 4º Colocado do Grupo B)

Jogo 2 (2º colocado do Grupo B x 3º Colocado do Grupo A)

Jogo 3 (2º colocado do Grupo A x 3º Colocado do Grupo B)

Jogo 4 (1º colocado do Grupo B x 4º Colocado do Grupo A)

Os vencedores destes confrontos se enfrentam na fase semifinal conforme ordenamento abaixo:

Vencedor Jogo 1  x Vencedor Jogo 2

Vencedor Jogo 3  x Vencedor Jogo 4

Obs: Caso as Equipes do Sada/Cruzeiro/Unifemm e Sesi-SP avancem à semifinal, obrigatoriamente devem se enfrentar.

A Final será disputada entre as duas equipes vencedoras da fase semifinal em um único jogo, na casa da equipe melhor classificada na Fase Classificatória. O Campeão garante vaga na Superliga 2016-17 - Série A. As demais equipes ainda terão uma chance de classificação para a Elite do vôlei nacional, disputando o Torneio Seletivo juntamente com os dois últimos colocados da divisão principal.

Obs: Caso a Equipe do Sada/Cruzeiro/Unifemm ou Sesi-SP seja campeão, a vaga para a Superliga Masculina 2016/2017, será do segundo colocado da competição. 
|  | Quartas-de-final                     | Quartas-de-final                     | Quartas-de-final                     | Quartas-de-final                     | Quartas-de-final                     |   |   | Semifinais              | Semifinais              | Semifinais              | Semifinais              | Semifinais              |  |  | Final               | Final                | Final               | Final               | Final               | Final               | Final               |
|  | 21 de fevereiro a 2 de março de 2016 | 21 de fevereiro a 2 de março de 2016 | 21 de fevereiro a 2 de março de 2016 | 21 de fevereiro a 2 de março de 2016 | 21 de fevereiro a 2 de março de 2016 |   |   | 5 a 13 de março de 2016 | 5 a 13 de março de 2016 | 5 a 13 de março de 2016 | 5 a 13 de março de 2016 | 5 a 13 de março de 2016 |  |  | 19 de março de 2016 | 19 de março de 2016  | 19 de março de 2016 | 19 de março de 2016 | 19 de março de 2016 | 19 de março de 2016 | 19 de março de 2016 |
|  |                                      |                                      |                                      |                                      |                                      |   |   |                         |                         |                         |                         |                         |  |  |                     |                      |                     |                     |                     |                     |                     |
|  | 1ºA                                  | M.V. Selmer/Caramuru                 | 3                                    | 2                                    | 3                                    |   |   |                         |                         |                         |                         |                         |  |  |                     |                      |                     |                     |                     |                     |                     |
|  | 4ºB                                  | Uberlândia/Gabarito                  | 1                                    | 3                                    | 0                                    |   |   |                         |                         |                         |                         |                         |  |  |                     |                      |                     |                     |                     |                     |                     |
|  | 4ºB                                  | Uberlândia/Gabarito                  | 1                                    | 3                                    | 0                                    |   |   | M.V. Selmer/Caramuru    | 0                       | 3                       | 3                       |                         |  |  |                     |                      |                     |                     |                     |                     |                     |
|  |                                      |                                      |                                      |                                      |                                      |   |   | M.V. Selmer/Caramuru    | 0                       | 3                       | 3                       |                         |  |  |                     |                      |                     |                     |                     |                     |                     |
|  |                                      |                                      | Botafogo                             | 3                                    | 0                                    | 0 |   |                         |                         |                         |                         |                         |  |  |                     |                      |                     |                     |                     |                     |                     |
|  | 2ºB                                  | Botafogo                             | Botafogo                             | 3                                    | 0                                    | 0 | 0 | 3                       | 3                       |                         |                         |                         |  |  |                     |                      |                     |                     |                     |                     |                     |
|  | 2ºB                                  | Botafogo                             |                                      |                                      |                                      |   | 0 | 3                       | 3                       |                         |                         |                         |  |  |                     |                      |                     |                     |                     |                     |                     |
|  | 3ºA                                  | APAN/Barão/Cremer                    | 3                                    | 0                                    | 2                                    |   |   |                         |                         |                         |                         |                         |  |  |                     |                      |                     |                     |                     |                     |                     |
|  |                                      |                                      |                                      |                                      |                                      |   |   |                         |                         |                         |                         |                         |  |  |                     | M.V. Selmer/Caramuru | 3                   |                     |                     |                     |                     |
|  |                                      |                                      |                                      | SESI-SP B                            | 0                                    |   |   |                         |                         |                         |                         |                         |  |  |                     |                      |                     |                     |                     |                     |                     |
|  | 2ºA                                  | São Bernardo Vôlei                   | 0                                    | 3                                    | 3                                    |   |   |                         |                         |                         |                         |                         |  |  |                     |                      |                     |                     |                     |                     |                     |
|  | 3ºB                                  | Sada/Cruzeiro/Unifemm                | 3                                    | 1                                    | 0                                    |   |   |                         |                         |                         |                         |                         |  |  |                     |                      |                     |                     |                     |                     |                     |
|  | 3ºB                                  | Sada/Cruzeiro/Unifemm                | 3                                    | 1                                    | 0                                    |   |   | São Bernardo Vôlei      | 2                       | 1                       | -                       |                         |  |  |                     |                      |                     |                     |                     |                     |                     |
|  |                                      |                                      |                                      |                                      |                                      |   |   | São Bernardo Vôlei      | 2                       | 1                       | -                       |                         |  |  |                     |                      |                     |                     |                     |                     |                     |
|  |                                      |                                      | SESI-SP B                            | 3                                    | 3                                    | - |   |                         |                         |                         |                         |                         |  |  |                     |                      |                     |                     |                     |                     |                     |
|  | 1ºB                                  | UPIS/Brasília                        | SESI-SP B                            | 3                                    | 3                                    | - | 0 | 1                       | -                       |                         |                         |                         |  |  |                     |                      |                     |                     |                     |                     |                     |
|  | 1ºB                                  | UPIS/Brasília                        |                                      |                                      |                                      |   | 0 | 1                       | -                       |                         |                         |                         |  |  |                     |                      |                     |                     |                     |                     |                     |
|  | 4ºA                                  | SESI-SP B                            | 3                                    | 3                                    | -                                    |   |   |                         |                         |                         |                         |                         |  |  |                     |                      |                     |                     |                     |                     |                     |

### Quartas de Final
Primeira Rodada
| 20 de fevereiro de 2016 19:00 | Uberlândia/Gabarito | 1 — 3                   | M.V. Selmer/Caramuru | Ginásio Municipal Tancredo Neves, Uberlândia |
| 20 de fevereiro de 2016 19:00 | 18 23 25 22         | Set 1 Set 2 Set 3 Set 4 | 25 23 25             | Ginásio Municipal Tancredo Neves, Uberlândia |

| 20 de fevereiro de 2016 19:30 | APAN/Barão/Cremer | 3 — 0             | Botafogo | Ginásio Barão do Rio Branco, Blumenau |
| 20 de fevereiro de 2016 19:30 | 25                | Set 1 Set 2 Set 3 | 23 17 22 | Ginásio Barão do Rio Branco, Blumenau |

| 23 de fevereiro de 2016 18:00 | Sada/Cruzeiro/Unifemm | 3 — 0             | São Bernardo Vôlei | Ginásio do Unifemm, Sete Lagoas |
| 23 de fevereiro de 2016 18:00 | 25                    | Set 1 Set 2 Set 3 | 23 19 23           | Ginásio do Unifemm, Sete Lagoas |

| 20 de fevereiro de 2016 20:00 | SESI-SP B | 3 — 0             | UPIS/Brasília | Vila Leopoldina, São Paulo |
| 20 de fevereiro de 2016 20:00 | 25        | Set 1 Set 2 Set 3 | 23 11 17      | Vila Leopoldina, São Paulo |

Segunda Rodada
| 27 de fevereiro de 2016 20:15 | M.V. Selmer/Caramuru | 2 — 3                         | Uberlândia/Gabarito | Ginásio Padre Pagnacco, Castro |
| 27 de fevereiro de 2016 20:15 | 25 21 25 14          | Set 1 Set 2 Set 3 Set 4 Set 5 | 21 25 27 15 16      | Ginásio Padre Pagnacco, Castro |

| 27 de fevereiro de 2016 16:00 | Botafogo | 3 — 0             | APAN/Barão/Cremer | Ginásio Oscar Zelaya, Rio de Janeiro |
| 27 de fevereiro de 2016 16:00 | 25       | Set 1 Set 2 Set 3 | 22 19 21          | Ginásio Oscar Zelaya, Rio de Janeiro |

| 1 de março de 2016 19:00 | São Bernardo Vôlei | 3 — 1                   | Sada/Cruzeiro/Unifemm | Ginásio Adib Moyses Dib, São Bernardo do Campo |
| 1 de março de 2016 19:00 | 25 23 25           | Set 1 Set 2 Set 3 Set 4 | 19 25 17              | Ginásio Adib Moyses Dib, São Bernardo do Campo |

| 27 de fevereiro de 2016 16:00 | UPIS/Brasília | 1 — 3                   | SESI-SP B | Ginásio da AABB, Brasília |
| 27 de fevereiro de 2016 16:00 | 25 21 18 13   | Set 1 Set 2 Set 3 Set 4 | 19 25     | Ginásio da AABB, Brasília |

Terceira Rodada
| 28 de fevereiro de 2016 17:00 | M.V. Selmer/Caramuru | 3 — 0             | Uberlândia/Gabarito | Ginásio Padre Pagnacco, Castro |
| 28 de fevereiro de 2016 17:00 | 25                   | Set 1 Set 2 Set 3 | 19 20               | Ginásio Padre Pagnacco, Castro |

| 28 de fevereiro de 2016 20:00 | Botafogo       | 3 — 2                         | APAN/Barão/Cremer | Ginásio Oscar Zelaya, Rio de Janeiro |
| 28 de fevereiro de 2016 20:00 | 27 22 28 25 15 | Set 1 Set 2 Set 3 Set 4 Set 5 | 29 25 26 21 9     | Ginásio Oscar Zelaya, Rio de Janeiro |

| 2 de março de 2016 19:00 | São Bernardo Vôlei | 3 — 0             | Sada/Cruzeiro/Unifemm | Ginásio Adib Moyses Dib, São Bernardo do Campo |
| 2 de março de 2016 19:00 | 25                 | Set 1 Set 2 Set 3 | 16 21                 | Ginásio Adib Moyses Dib, São Bernardo do Campo |

### Semifinais
Primeira Rodada
| 5 de março de 2016 18:00 | Botafogo | 3 — 0             | M.V. Selmer/Caramuru | Ginásio Oscar Zelaya, Rio de Janeiro |
| 5 de março de 2016 18:00 | 25       | Set 1 Set 2 Set 3 | 22 19 22             | Ginásio Oscar Zelaya, Rio de Janeiro |

| 5 de março de 2016 18:00 | SESI-SP B      | 3 — 2                         | São Bernardo Vôlei | Vila Leopoldina, São Paulo |
| 5 de março de 2016 18:00 | 25 21 17 25 15 | Set 1 Set 2 Set 3 Set 4 Set 5 | 18 25 20 7         | Vila Leopoldina, São Paulo |

Segunda Rodada
| 12 de março de 2016 20:15 | M.V. Selmer/Caramuru | 3 — 0             | Botafogo | Ginásio Padre Pagnacco, Castro |
| 12 de março de 2016 20:15 | 29 25 26             | Set 1 Set 2 Set 3 | 27 20 24 | Ginásio Padre Pagnacco, Castro |

| 12 de março de 2016 16:00 | São Bernardo Vôlei | 1 — 3                   | SESI-SP B | Ginásio Adib Moyses Dib, São Bernardo do Campo |
| 12 de março de 2016 16:00 | 25 19 22 21        | Set 1 Set 2 Set 3 Set 4 | 15 25     | Ginásio Adib Moyses Dib, São Bernardo do Campo |

Terceira Rodada
| 13 de março de 2016 | M.V. Selmer/Caramuru | 3 — 0             | Botafogo | Ginásio Padre Pagnacco, Castro |
| 13 de março de 2016 | 25                   | Set 1 Set 2 Set 3 | 23 17    | Ginásio Padre Pagnacco, Castro |

### Final
| 18 de março de 2016 20:15 | M.V. Selmer/Caramuru | 3 — 0             | SESI-SP B | Ginásio Padre Pagnacco, Castro |
| 18 de março de 2016 20:15 | 26 25                | Set 1 Set 2 Set 3 | 24 20     | Ginásio Padre Pagnacco, Castro |

## Classificação Final
| Posição           | Equipe                  | Classificação/rebaixamento    |
| ----------------- | ----------------------- | ----------------------------- |
| Medalha de ouro   | M.V. Selmer/Caramuru    | Superliga 2016-17 - Série A · |
| Medalha de prata  | SESI-SP B               | Superliga 2017 - Série B      |
| Medalha de bronze | São Bernardo Vôlei      | Superliga 2017 - Série B      |
| 4                 | Botafogo                | Superliga 2017 - Série B      |
| 5                 | UPIS/Brasília           | Superliga 2017 - Série B      |
| 6                 | APAN/Barão/Cremer       | Superliga 2017 - Série B      |
| 7                 | Sada/Cruzeiro/Unifemm   | Superliga 2017 - Série B      |
| 8                 | Uberlândia/Gabarito     | Superliga 2017 - Série B      |
| 9                 | ASPMA/Berneck           | Superliga 2017 - Série B      |
| 10                | Flamengo                | Superliga 2017 - Série B      |
| 11                | Itajaí Pró-Vôlei/FMEL   | Superliga 2017 - Série B      |
| 12                | Alfa/Montecristo        | Superliga 2017 - Série B      |
| 13                | Super Vôlei Santo André | Superliga 2017 - Série B      |

## Premiações
| Superliga 2016 - Série B                |
| Paraná                                  |
| --------------------------------------- |
| M.V.SELMER/CARAMURU Campeão (1º título) |